# Раскулачивание

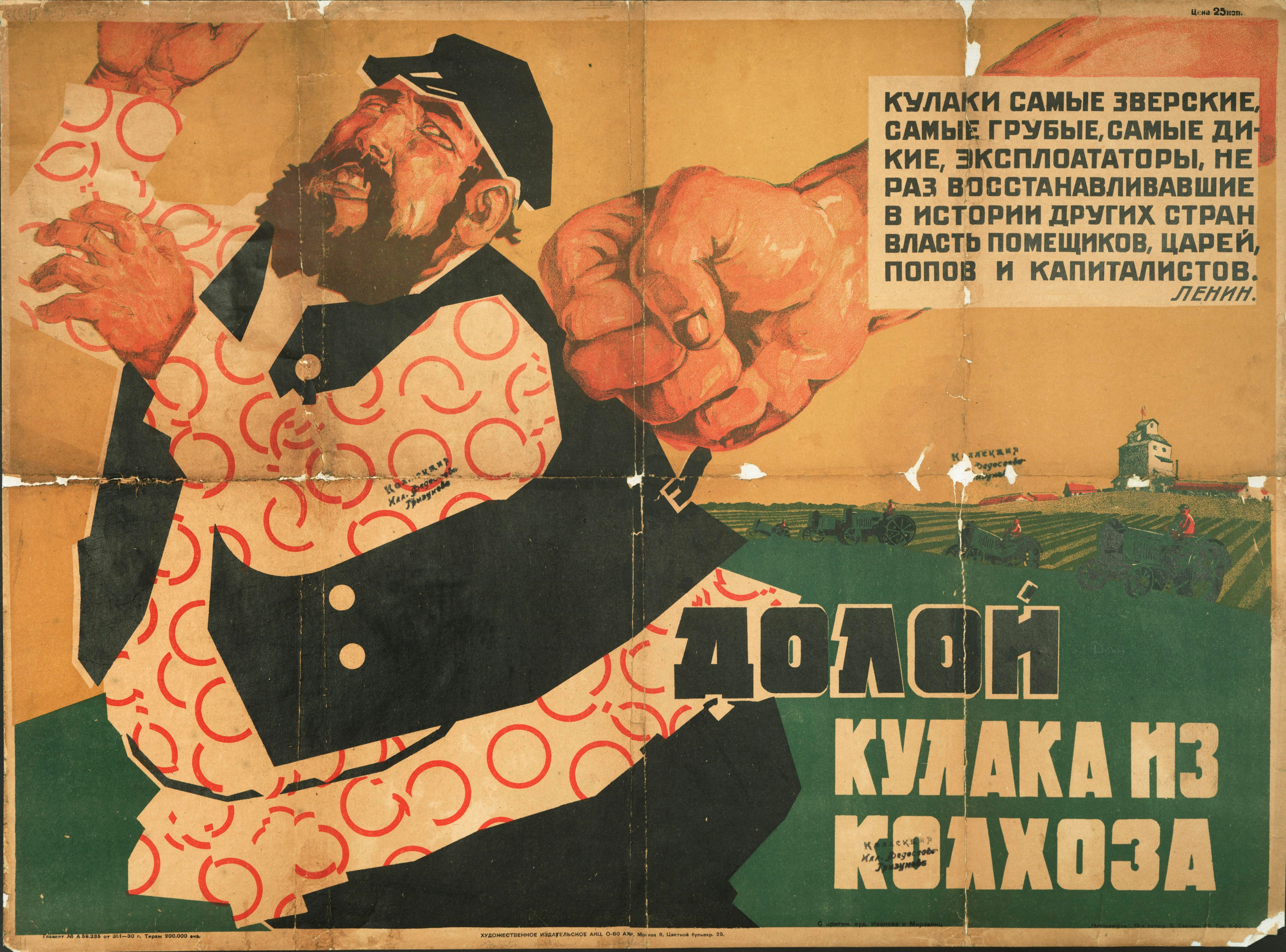
Плакат «Долой кулака из колхоза». 1930 год.

Раскула́чивание (известно также как раскрестья́нивание) — политика искоренения социальной группы зажиточных крестьян (и иногда середняков) в СССР, проводившаяся большевиками в период с 1929 по 1932-й год в ходе коллективизации сельского хозяйства. Лица, объявленные кулаками, репрессировались: от ссылки в неблагоприятные для проживания районы страны до расстрела, их имущество конфисковывалось. Фактически раскулачивание привело к ослаблению крестьянства, а коллективизация — к его зависимому положению.
Проведение политики совпало с перегибами в заготовке хлеба и коллективизацией и привело к массовому недовольству крестьян, массовой ссылке «кулаков» и их семей в спецпоселения, конфискациям их собственности (т. н. «обобществлению»), расстрелам, а также по причинам крайне плохой продуманности и отсутствия конкретных инструкций по реализации политики — к произволу местных органов власти и жертвам среди бедного и среднего сельского населения. Постановлением Политбюро ЦК ВКП(б) от 30 января 1930 года «О мероприятиях по ликвидации кулацких хозяйств в районах сплошной коллективизации» было положено начало проведения политики раскулачивания. В 1930—1940 годах по этой причине в ссылке побывало 2 176 600 человек.
Спустя более чем 60 лет законом «О реабилитации жертв политических репрессий» от октября 1991 года граждане и лица, подвергнувшиеся раскулачиванию («репрессиям»), были официально признаны Верховным Советом репрессированными и имеющими право на реабилитацию.

## Этапы

### Периодвоенного коммунизма(1918—1921)
Ещё 8 ноября 1918 года на совещании делегатов комитетов бедноты Ленин заявил о решительной линии по ликвидации кулачества: «…если кулак останется нетронутым, если мироедов мы не победим, то неминуемо будет опять царь и капиталист». Декретом от 11 июня 1918 года были созданы комитеты бедноты, сыгравшие значительную роль в ликвидации кулачества; руководили процессом перераспределения конфискованных земель на местах и распределением конфискованного инвентаря, продовольственных излишков, изъятых у кулаков.
Уже отметил своё начало «великий крестовый поход против спекулянтов хлебом, кулаков, мироедов, … последний и решительный бой всем кулакам — эксплуататорам». Было изъято 50 миллионов гектаров кулацкой земли, перешедшей бедноте и середнякам, конфискована у кулачества значительная часть средств производства в пользу бедноты.

### ПериодНЭПа(1921—1927)
23 марта 1921 года ВЦИК и СНК РСФСР приняли обращение «К крестьянству», отменив продразвёрстку и заменив её продналогом. Это ознаменовало начало НЭПа в деревне.
Продналог был первоначально установлен на уровне примерно 20 % от чистого продукта крестьянского труда (то есть для его уплаты требовалось сдать почти вдвое меньше хлеба, чем при продразвёрстке), причём впоследствии его намечалось снизить до 10 % урожая и перевести в денежную форму.
Земельный кодекс РСФСР был принят 30 октября 1922 года и введён в действие с декабря того же года. Он «навсегда отменял право частной собственности на землю», недра, воды и леса в пределах РСФСР. Сдача земли в аренду разрешалась на срок не более одного севооборота (при трёхполье — три года, при четырёхполье — четыре года и т. д.). При этом предусматривалось, что «никто не может получить по договору аренды в своё пользование земли больше того количества, какое он в состоянии дополнительно к своему наделу обработать силами своего хозяйства». Использование крестьянами наёмного труда допускалось лишь при «непременном сохранении применяющим его хозяйством своего трудового строя, то есть при условии, если все наличные трудоспособные члены хозяйства наравне с наёмным рабочими принимают участие в работе хозяйства» и при условии невозможности хозяйства самому выполнить эту работу. Арендаторами земли становились в основном зажиточные крестьяне, которые таким образом превращались в кулаков.
Начиная с резолюции по отчёту ЦК на XIV съезде (декабрь 1925 г.) и до резолюции «О путях подъёма сельского хозяйства» на XVI конференции (апрель 1929 г.), тезис об «ограничении эксплуататорских тенденций кулачества» или «ограничении роста капитализма в деревне» всегда употреблялся рядом с тезисом о «вытеснении капиталистических элементов деревни», о «преодолении капиталистических элементов деревни».
На XV съезде ВКП (б) в декабре 1927 года был взят курс на коллективизацию сельского хозяйства. При этом, провозглашая усиление политики ограничения и вытеснения капиталистических элементов деревни, съезд на время сохранил кулачество как класс, оставив в силе законы об аренде земли (зная, что арендаторами в основном являются кулаки), закон о найме труда в деревне (потребовав его точного соблюдения). Таким образом, вытеснение было направлено на отдельные отряды кулачества, не выдержавшие налогового нажима, системы ограничительных мер советской власти.

### Коллективизация и переход от вытеснения кулачества к его ликвидации как класса (1928—1932)
15 февраля 1928 года газета Правда впервые опубликовала материалы, изобличавшие кулачество, сообщавшие о тяжёлой ситуации на селе и повсеместном засилии на местах богатого крестьянства, которое обнаруживалось не только на селе, эксплуатируя бедноту, но и внутри самой партии, руководя рядом коммунистических ячеек. Были опубликованы сообщения о вредительской деятельности кулачества — разоблачения о том, как кулацкие элементы в должности местных секретарей не пускали бедноту и батраков в местные отделения партии.
Экспроприация запасов зерна у кулаков и середняков именовалась «временными чрезвычайными мерами». Однако насильственное изъятие хлеба и иных запасов отбивало у зажиточных крестьян всяческую охоту к расширению посевов, что позже лишало трудоустроенности батраков и бедняков. Механизм раскулачивания остановил развитие индивидуальных хозяйств и ставил под вопрос саму перспективу их существования. Вскоре временные чрезвычайные меры превратились в линию «ликвидации кулачества, как класса».
В 1928 году правой оппозицией ВКП(б) всё ещё осуществлялись попытки поддержать зажиточное крестьянство и смягчить борьбу с кулачеством. В частности, А. И. Рыков, критикуя политику раскулачивания и «методы времён военного коммунизма», заявлял о том, что «наступление на кулаков (нужно проводить) разумеется, не методами так называемого раскулачивания», и о недопустимости давления на индивидуальное хозяйство в селе, производительность которого более чем в два раза ниже, чем в европейских странах, считая, что «важнейшей задачей партии является развитие индивидуального хозяйства крестьян при помощи государства в деле их кооперирования»
Заявить о поддержке индивидуального хозяйства правой оппозиции удалось и на заседании Пленума ЦК:
«Обеспечить содействие дальнейшему подъёму производительности индивидуального мелкого и среднего крестьянского хозяйства, которое значительное время будет ещё базой зернового хозяйства в стране».
Активные меры по ликвидации зажиточного крестьянства приветствовались сельской беднотой, которая опасалась того, что «партия взяла курс на кулака, тогда как нужно проводить линию „раскулачивания“». В партии отмечали, что «беднота нашу политику на селе, в целом продолжает рассматривать как резкий поворот от бедноты к середняку и кулаку». Именно так продолжали реагировать наименее обеспеченные жители сёл на «новый курс» XIV партийного съезда 1925 года. Всё чаще органы власти отмечали среди бедноты «не только открытое, но и решительное выступление против зажиточной и верхушечной части середняков».
Растущее недовольство бедноты подкреплялось голодом в сельской местности, в котором большевики предпочитали винить «сельскую контрреволюцию» кулачества, желавшего ухудшить отношение народа к партии: «Надо давать отпор кулацкой идеологии, приходящей в казарму в письмах из деревни. Главный козырь кулака — хлебные затруднения». Всё чаще в прессе появлялись идеологически обработанные письма возмущённых красноармейцев-крестьян: «Кулаки — эти яростные враги социализма — сейчас озверели. Надо их уничтожать, не принимайте их в колхоз, выносите постановление об их выселении, отбирайте у них имущество, инвентарь». Широкую известность получило письмо красноармейца 28-го артиллерийского полка Воронова в ответ на жалобу отца «последний хлеб отбирают, с красноармейской семьёй не считаются»: «Хоть ты мне и батька, ни слова твоим подкулацким песням не поверил. Я рад, что тебе дали хороший урок. Продай хлеб, вези излишки — это моё последнее слово».
О необходимости принятия жёстких мер по отношению к кулачеству на пленуме обкома ВКП(б) ЦЧО заявил его секретарь И. М. Варейкис:
…не идущие в колхозы теперь являются либо сторонником кулака, которых надо предупредить, а иногда сделать экономический нажим, либо не убедившийся, колеблющийся. Эту колеблющуюся часть, которая не предупреждена, нужно предупредить. … разумеется середняк будет тем крепче в колхозах и тем меньше будет оглядываться назад, чем сильнее мы разгромим кулака, это не подлежит ни малейшему сомнению.

## Суть политики ликвидации кулачества как класса

### Идеологическая основа
Для обеспечения ускоренного завершения перехода крестьян-единоличников в колхозы и лишения крестьян-кулаков средств производства и возможности использования наёмного труда было принято постановление ЦК ВКП(б) «О темпе коллективизации и мерах помощи государства колхозному строительству» от 5 января 1930 года с программой форсированной коллективизации. Оно запретило аренду земельных участков, наём рабочей силы частными лицами, форсировало раскулачивание, в том числе по инициативе снизу. Частные лица (крестьяне) были наделены правом конфискации скота, инструмента, средств производства, хозяйственных построек и инвентаря в пользу колхозов.
16 января 1930 г. сторонник правой оппозиции, заместитель главного редактора газеты «Красная звезда» М. Н. Рютин опубликовал передовую статью «Ликвидация кулачества как класса», которую в той же газете 21 января 1930 в своей статье «К вопросу ликвидации кулачества как класса» И. В. Сталин назвал в целом правильной, но имеющей две неточности.
Во-первых, Рютин написал: «В восстановительный период мы проводили политику ограничения капиталистических элементов города и деревни. С началом реконструктивного периода мы перешли от политики ограничения к политике их вытеснения». Сталин указывает: политика ограничения капиталистических элементов и политика их вытеснения — одна и та же политика, второе есть продолжение первого, так как то и другое есть ограничение эксплуататорских тенденций кулачества, о котором было сказано ещё в резолюции XIV съезда по отчёту ЦК в декабре 1925 г. Вытеснение капиталистических элементов деревни направлено на отдельные отряды кулачества, не выдержавшие налогового нажима, системы ограничительных мер советской власти. "Эта политика велась у нас не только в период восстановления, но и в период реконструкции, но и в период после XV съезда (декабрь 1927 г.), но и в период XVI конференции нашей партии (апрель 1929 г.), как и после этой конференции вплоть до лета 1929 г., когда наступила у нас полоса сплошной коллективизации, когда наступил перелом в сторону политики ликвидации кулачества как класса.
Во-вторых, Сталин назвал неточным, а потому неверным тезис «Политика ликвидации кулачества как класса целиком вытекает из политики вытеснения капиталистических элементов, являясь продолжением этой политики на новом этапе». Эта политика не продолжает предыдущую, а знаменует поворот, основанный на переломе в развитии деревни с лета 1929 года, указывает Сталин. Говорить обратное — значит создавать «идеологическое укрытие для правых элементов партии, цепляющихся теперь за решения XV съезда против новой политики партии, так же, как цеплялся в своё время т. Фрумкин за решения XIV съезда против политики насаждения колхозов и совхозов».
«Нельзя вытеснить класс кулачества как класс мерами налогового и всякого иного ограничения, оставляя в руках этого класса орудия производства с правом свободного пользования землёй и сохраняя в нашей практике закон о найме труда в деревне, закон об аренде, запрещение раскулачивания, — указал Сталин. — Чтобы вытеснить кулачество как класс, надо сломить в открытом бою сопротивление этого класса и лишить его производственных источников его существования и развития (свободное пользование землёй, орудия производства, аренда, право найма труда и т. д.). Это и есть поворот к политике ликвидации кулачества как класса. Без этого разговоры о вытеснении кулачества как класса есть пустая болтовня, угодная и выгодная лишь правым уклонистам. Без этого немыслима никакая серьёзная, а тем более сплошная коллективизация деревни».

### Законодательство
30 января 1930 года Политбюро ЦК ВКП(б) приняло известное постановление «О мероприятиях по ликвидации кулацких хозяйств в районах сплошной коллективизации». Согласно этому постановлению кулаки были разделены на три категории:
- первая категория — контрреволюционный актив, организаторы террористических актов и восстаний,
- вторая категория — остальная часть контрреволюционного актива из наиболее богатых кулаков и полупомещиков,
- третья категория — остальные кулаки.

Главы кулацких семей 1-й категории арестовывались, и дела об их действиях передавались на рассмотрение специальных троек в составе представителей ОГПУ, обкомов (крайкомов) ВКП(б) и прокуратуры. Члены семей кулаков 1-й категории и кулаки 2-й категории подлежали выселению в отдалённые местности СССР или отдалённые районы данной области (края, республики) на спецпоселение. Кулаки, отнесённые к 3-й категории, расселялись в пределах района на специально отводимых для них за пределами колхозных массивов землях.
Контрреволюционный кулацкий актив было решено «ликвидировать путём заключения в концлагеря, не останавливаясь в отношении организаторов террористических актов, контрреволюционных выступлений и повстанческих организаций перед применением высшей меры репрессии» (ст. 3, п.а).
В качестве репрессивных мер ОГПУ было предложено по отношению к первой и второй категории:
- направить в трудовые лагеря 60 000, выселить 150 000 кулаков (разд. II, ст.1)
- в необжитые и малообжитые местности произвести высылку с расчётом на следующие регионы: Северный край — 70 тысяч семейств, Сибирь — 50 тысяч семейств, Урал — 20 — 25 тысяч семейств, Туркестан — 20 — 25 тысяч семейств с «использованием высылаемых на сельскохозяйственных работах или промыслах» (разд. II, ст.4). У высылаемых конфисковали имущество, денег разрешали оставить до 500 рублей на семью

СНК СССР и ЦИК СССР 1 февраля 1930 года издали постановление «О мероприятиях по укреплению социалистического переустройства сельского хозяйства в районах сплошной коллективизации и по борьбе с кулачеством», которое отменяло право на аренду земли и право на применение наёмного труда в единоличных крестьянских хозяйствах с некоторыми исключениями по индивидуальному совместному решению районных и окружного ИК в отношении «середняков» (ст. 1). Краевым и областным ИК и правительствам республик было дано право применять «все необходимые меры борьбы с кулачеством вплоть до полной конфискации имущества кулаков и выселения их» (ст. 2).
4 февраля 1930 года была издана секретная инструкция Президиума ЦИК СССР «О выселении и расселении кулацких хозяйств», подписанная председателем ВЦИК СССР М. И. Калининым и председателем СНК СССР А. И. Рыковым, в которой «в целях решительного подрыва влияния кулачества» и «подавления всяких попыток контрреволюционного противодействия» ОГПУ поручалось:
- выселить кулацкий актив, наиболее богатых кулаков и полупомещиков в отдалённые местности;
- расселить остальных кулаков в пределах района, в котором они проживают, на новых, отводимых им за пределами колхозных хозяйств, участках. (ст. 1)

Инструкция предполагала выселение примерно 3-5 % от всего числа крестьянских хозяйств (ст. 2).
В районах коллективизации, согласно инструкции, у кулаков конфисковали «средства производства, скот, хозяйственные и жилые постройки, предприятия производственные и торговые, продовольственные, кормовые и семенные запасы, излишки домашнего имущества, а также и наличные деньги». Из наличных денег для обустройства на новом месте был фиксирован лимит «до 500 рублей на семью» (ст. 5).
Сберегательные книжки изымались для передачи в органы наркомата финансов, выдача вкладов и выдача ссуд под залог прекращалась (ст. 7). Паи и вклады изымались, владельцы исключались из всех видов кооперации (ст. 8).
2 февраля 1930 года был издан приказ ОГПУ СССР № 44/21. В нём говорилось, что «в целях наиболее организованного проведения ликвидации кулачества как класса и решительного подавления всяких попыток противодействия со стороны кулаков мероприятиям Советской власти по социалистической реконструкции сельского хозяйства — в первую очередь в районах сплошной коллективизации — в самое ближайшее время кулаку, особенно его богатой и активной контрреволюционной части, должен быть нанесён сокрушительный удар».
Приказ предусматривал:
1. Немедленную ликвидацию «контрреволюционного кулацкого актива», особенно «кадров действующих контрреволюционных и повстанческих организаций и группировок» и «наиболее злостных, махровых одиночек» — то есть первая категория, к которой были отнесены:
  - Кулаки — наиболее активные, противодействующие и срывающие мероприятия партии и власти по социалистической реконструкции хозяйства;
  - Кулаки — бегущие из районов постоянного жительства и уходящие в подполье, особенно связанные с активными белогвардейцами;
  - Кулаки — активные белогвардейцы, повстанцы; бывшие белые офицеры, репатрианты, проявляющие контрреволюционную активность, особенно организованного порядка;
  - Кулаки — активные члены церковных советов, всякого рода религиозных общин и групп, «активно проявляющие себя».
  - Кулаки — наиболее богатые, ростовщики, спекулянты, разрушающие свои хозяйства, бывшие помещики и крупные земельные собственники.

Семьи арестованных, заключённых в концлагеря или приговорённых к расстрелу подлежали высылке в северные районы СССР, наряду с выселенными при массовой кампании кулаками и их семьями, «с учётом наличия в семье трудоспособных и степени социальной опасности этих семейств».
2. Массовое выселение (в первую очередь из районов сплошной коллективизации и пограничной полосы) наиболее богатых кулаков (бывших помещиков, полупомещиков, «местных кулацких авторитетов» и «всего кулацкого кадра, из которых формируется контрреволюционный актив», «кулацкого антисоветского актива», «церковников и сектантов») и их семейств в отдалённые северные районы СССР и конфискация их имущества — вторая категория.

## Реализация политики раскулачивания
В ходе коллективизации сельского хозяйства происходило подавление антисоветских выступлений крестьян и ликвидация кулачества как класса — насильственное лишение зажиточных крестьян, использующих наёмный труд, всех средств производства, земли и выселение их в пределах области (края, республики) или за их пределы, в зависимости от категории.

### Охват и применяемые меры
Согласно приказу ОГПУ № 44.21 от 6 февраля 1930 года, началась операция по «изъятию» 60 тысяч кулаков «первой категории». Уже в первый день проведения операции ОГПУ арестовало около 16 тысяч человек, на 9 февраля 1930 года были «изъяты» 25 тысяч человек. В спецсводке ОГПУ от 15 февраля 1930 содержался следующий отчёт о проведении операции:
При ликвидации кулаков как класса „изъято“ в массовых операциях и при индивидуальных чистках 64 589 человек, из них в ходе подготовительных операций (1 категории) 52 166 человек, а в ходе массовых операций — 12 423 человека.

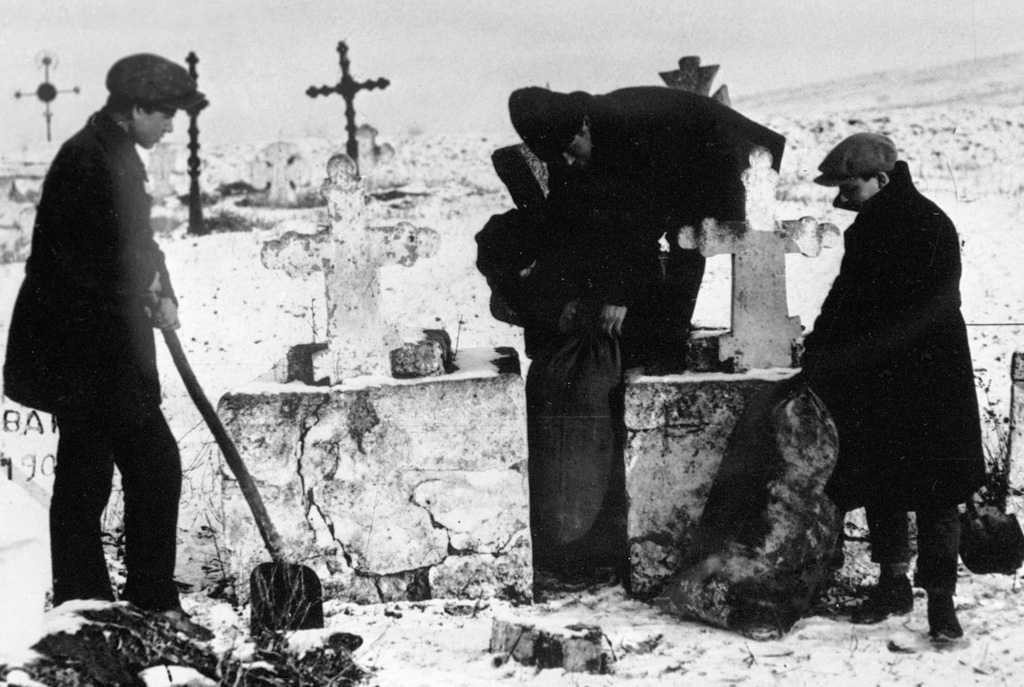
Комсомольцы извлекают зерно, спрятанное кулаками на кладбище, ноябрь 1930, фото М. Альперта

Согласно секретным отчётам репрессивных органов, численность «арестованных по 1 категории» кулаков на 1 октября 1930 года была следующей: за первый период раскулачивания до 15 апреля 1930 года было арестовано 140 724 человека, из них кулаков 79 330, церковников — 5028, бывших помещиков и фабрикантов — 4405, антисоветских элементов — 51 961 человек. За второй период раскулачивания с 15 апреля 1930 года по 1 октября 1930 года арестованы 142 993 человек, из них кулаков — 45 559 и 97 434 антисоветчика. В 1931 году «за один только январь… зафиксировано 36 698 арестованных», причём «подавляющее большинство кулацко-белогвардейской контрреволюции».
Всего за 1930—1931 годы, как указано в справке Отдела по спецпереселенцам ГУЛАГа ОГПУ, было отправлено на спецпоселение 381 026 семей общей численностью 1 803 392 человека. За 1932—1940 годы в спецпоселения прибыло ещё 489 822 раскулаченных.
Отдел центральной регистратуры ОГПУ в справке о выселении кулаков с начала 1930 года до 30 сентября 1931 года определял число «спецпереселенцев» в 517 665 семей, 2 437 062 человека.
Переселённые «по 2 категории» семьи часто осуществляли побеги, так как выжить в неосвоенных районах было тяжело. В 1932—1940 годах число «беглых кулаков» составило 629 042 человека, из них были пойманы и возвращены 235 120 человек.
Совместным постановлением СНК СССР № 90 и ЦИК СССР № 40 от 13 ноября 1930 года «О недопущении кулаков и лишёнцев в кооперацию» была запрещена всяческая кооперация, включая членство в колхозах, для лиц, имеющих статус кулака. Исключением стали члены семей, где имелись «преданные советской власти красные партизаны, красноармейцы и краснофлотцы, сельские учителя и агрономы — при условии, если они поручатся за членов своей семьи». В частности, в постановлении утверждалась следующая норма:
«Членами колхозов и других сельскохозяйственных кооперативов, а также промысловых кооперативных товариществ (артелей) и потребительских обществ не могут быть кулаки и другие лица, лишённые права выбирать в советы.» (ст. 1)
Совместное постановление ЦИК СССР и Совнаркома СССР от 7 августа 1932 года «Об охране имущества государственных предприятий, колхозов и кооперации и укреплении общественной (социалистической) собственности» (также, с подачи А. И. Солженицына, «Закон о трёх колосках», или «Закон семь-восемь») впервые в советском праве обозначило социалистическую собственность как основу государства и ввело в правовой оборот понятие «хищение социалистической собственности» (государственного, колхозного и кооперативного имущества). Оно было реакцией на хищения, оценивавшиеся в миллионы рублей, и было направлено на ужесточение наказаний за такие преступления, ранее квалифицировавшиеся как кражи с максимальным сроком наказания до 2-3 лет тюрьмы и амнистией через 6-8 месяцев. За хищение колхозного и кооперативного имущества было предусмотрено наказание вплоть до смертной казни с конфискацией имущества. В качестве «меры судебной репрессии по делам об охране колхозов и колхозников от насилий и угроз со стороны кулацких элементов» предусматривалось лишение свободы на срок от 5 до 10 лет с заключением в трудовые лагеря без права на амнистию.
На 1 января 1933 года в «кулацких» спецпоселениях содержалось 1 142 084 кулаков и причисленных к ним (менее 1 % от всего крестьянства страны, составлявшего 133 млн человек). Однако репрессии зачастую применялись не только к кулакам и середнякам, но и нередко и к беднякам, что было отмечено на пленуме ЦК ВКП(б) в феврале-марте 1937 года. Репрессии применялись зачастую для принуждения крестьян к вступлению в колхоз, это признал и осудил сам Сталин.

### Перегибы на местах
Попасть в списки кулаков, составлявшиеся на местах, мог практически любой крестьянин. На местах зачастую для обеспечения ускоренных темпов раскулачивания репрессировали середняков и «маломощных крестьян», о чём сообщалось в ряде сводок. На пленуме обкома ВКП(б) ЦЧО его секретарь И. М. Варейкис на вопрос о определении термина «кулак» ответил жёстко: «Рассуждения о том, как понимать кулака — есть схоластика гнилая, бюрократическая, бесцельная, никому не понятная и к тому же очень вредная». В сопротивление коллективизации включились не только кулаки, но и многие середняки. Советской властью широко применялся термин «подкулачник», что позволяло репрессировать вообще любых крестьян, вплоть до батраков. Подкулачниками обычно называли так называемых «твёрдосдатчиков», то есть тех, кто сдавал зерно в количестве необходимом по продналогу, и отказывался продавать по госценам зерно сверх продналога.
Отчётность о репрессиях активно поступала в органы государственной власти. К примеру, представитель обкома ВЛКСМ ЦЧО Сорокин в рамках заседания бюро ЦК ВЛКСМ сообщал о раскулачивании большого количества середняков и бедноты. Сообщалось, что в Черноземье под угрозой раскулачивания со стороны комсомольцев крестьяне были вынуждены вступать в колхозы, о чём позже руководство ВЛКСМ заявило: «административное методы „деляческого“ раскулачивания, ударившие по середняку, вошли в мозги даже активистов-комсомольцев». Борисоглебские комсомольцы в процессе раскулачивания ликвидировали несколько батрацких хозяйств за то, что дочери хозяев вышли замуж за кулацких сыновей.
Был допущен целый ряд таких вещей, которые дискредитировали идею коллективизации, были случаи, когда комсомольцы отбирали сапоги, тулуп, шапку у кулака, выходили на улицу, надевали всё это и чувствовали себя на высоте положения. Были случаи, когда отнимали всё вплоть до сапог, а такие крупные вещи, как мельница, крупные средства производства оставались в стороне. Были случаи мародёрства, когда люди дискредитировали себя, забирая такие вещи, которые нам не нужны.
Подходили к раскулачиванию так: «дом хороший, даёшь раскулачивать». Выносят из дома всё, вплоть до того, что с ребят снимают обувь и выгоняют на улицу… Вопли женщин, плач детей, разбазаривание имущества, отсутствие учёта - всё это создавало картину ночного грабежа…
В Чебоксарском районе «сгоряча» раскулачили несколько середняков и даже бедняков. Раскулачивание происходило без участия бедняцко-середняцкого схода и при игнорировании сельсовета. Это раскулачивание кончилось тем, что один из раскулаченных середняков в Чебоксарском районе наложил на себя руки.
В Грязовецком районе некоторые сельсоветы допустили раскулачивание середняков. Герцемский сельсовет отбирал имущество, скот и дома у тех, например, кто продал воз своих лаптей или несколько пар рукавиц.
Вместе с кулаками страдают и середняцкие хозяйства. В дер. Власове вынесено постановление взять на учёт имущество не только кулаков, но и середняков. В четырёх сельсоветах проводились опись, обыск и конфискация имущества у крестьян, имеющих только по одной лошади и по одной корове, никогда не пользовавшихся наёмным трудом и не лишённых избирательных прав.
На Северном Сахалине для зачисления некоторых крестьянских хозяйств, не удовлетворяющих критериям кулацких, в число «кулацких» применялись обвинения в «японофильской» и религиозной деятельности. Известны случаи раскулачивания бедноты местных сёл. Например, список 55 кулацких семей, подлежавших выселению из Александровского и Рыковского районов, был проверен 29 августа 1931 года уполномоченным ОГПУ Маковским на предмет ошибочного включения середняков. 25 сентября пять середняцких семей из перечня были исключены и выселению не подверглись, однако статус «кулацких элементов» с них снят не был, и в дальнейшим они подверглись другим репрессиям, включая конфискацию имущества.
2 марта 1930 года в газете «Правда»№ 60 была опубликована статья Генерального секретаря ЦК ВКП(б) И. В. Сталина «Головокруже́ние от успе́хов. К вопро́сам колхо́зного движе́ния», в которой предлагалось устранить «перегибы на местах», которые объявлялись плодом самодеятельности излишне ретивых исполнителей, трактовавших таким образом «генеральную линию партии» на сплошную коллективизацию.
Вскоре после опубликования статьи постановлением Политбюро ЦК ВКП(б) от 14 марта 1930 года «О борьбе с искривлением партийной линии в колхозном движении» действия партийных работников, о которых шла речь, были квалифицированы как «левацкие загибы», вследствие чего кампания коллективизации была на время приостановлена, а ряд низовых работников осуждены. Постановление ЦИК и Совета народных комиссаров СССР от 13 октября 1930 года изменило критерии отнесения крестьянских хозяйств к кулацким, в частности, хозяйства служителей культа более кулацкими не считались.

## Число жертв
По максимальной оценке историка и исследователя репрессий В. Н. Земскова, всего было раскулачено около 4 млн человек (точное число установить сложно), из них в 1930—1940 годах в кулацкой ссылке побывало 2 176 600 человек (1,8 % из тогдашнего количества крестьян в стране, которое составляло 120 млн человек). В этот период в ссылке родилось 230 238 человек, умерло 389 521 человек, подавляющее большинство умерло в 1932—1933 годах (соответственно 89 754 и 151 601 человек). Причиной несоответствия количества спецпоселенцев на местах и отправленных в ссылку была не только смертность, но и массовые побеги, особенно в тех же 1932—1933 годах (соответственно 207 010 и 215 856 человек). В 1935 году количество сбежавших снизилось в 5 раз по сравнению с предыдущим годом (13 070 против 87 617) и в дальнейшем не превышало 27 809 человек в год (1937). Всего до 1940 года из ссылки сбежало 629 042 человека, треть из них были пойманы и возвращены (235 120).

## Смягчение политики
К 1932 году процесс массового раскулачивания был официально остановлен, однако на практике остановить набравший обороты процесс было затруднительно из-за сопротивления снизу. 20 июля 1931 года Политбюро ЦК ВКП(б) издало постановление о прекращении массового выселения кулаков за исключением «выселения в индивидуальном порядке», а 25 июня 1932 года ЦИК СССР издал постановление «О революционной законности», прекратившее репрессии «по инициативе снизу». ЦК ВКП(б) и СНК СССР 8 мая 1933 издали совместную инструкцию № П-6028 «о прекращении применения массовых выселений и острых форм репрессий в деревне», направленную «всем партийно-советским работникам и всем органам ОГПУ, суда и прокуратуры», остановившую массовые репрессии. Инструкция заявляла о перегибах и неподконтрольности процесса:
Правда, из ряда областей всё ещё продолжают поступать требования о массовом выселении из деревни и применении острых форм репрессии.
В ЦК и СНК имеются заявки на немедленное выселение из областей и краёв около ста тысяч семей. В ЦК и СНК имеются сведения, из которых видно, что массовые беспорядочные аресты в деревне всё ещё продолжают существовать в практике наших работников. Арестовывают председатели колхозов и члены правления колхозов. Арестовывают председатели сельсоветов и секретари ячеек. Арестовывают районные и краевые уполномоченные. Арестовывают все, кому только не лень и кто, собственно говоря, не имеет никакого права арестовывать. Не удивительно, что при таком разгуле практики арестов органы, имеющие право ареста, в том числе и органы ОГПУ, и особенно милиция, теряют чувство меры и зачастую производят аресты без всякого основания... Эти товарищи цепляются за отжившие формы работы, уже не соответствующие новой обстановке и создающие угрозу ослабления советской власти в деревне.

…обстоятельства создают в деревне новую обстановку, дающую возможность прекратить, как правило, применение массовых выселений и острых форм репрессий в деревне. Мы уже не нуждаемся в массовых репрессиях, задевающих, как известно, не только кулаков, но и единоличников и часть колхозников.
В то же время, даже данная инструкция сообщала, что «было бы неправильным думать, что наличие новой обстановки означает ликвидацию или хотя бы ослабление классовой борьбы в деревне. Наоборот, классовая борьба в деревне будет неизбежно обостряться.» Подтверждая данный факт, инструкция, всё же, допускает ряд репрессивных мер в индивидуальном порядке и устанавливает на них строгий лимит. Осуждённые кулаки направляются в трудовые посёлки, общее число заключённых ограничивается до 400 000 «на весь Союз ССР.»:
Выселения допускать только в индивидуальном и частном порядке и в отношении только тех хозяйств, главы которых ведут активную борьбу против колхозов и организуют отказ от сева и заготовок.
Выселение допускать только из следующих областей и в следующих предельных количествах (перечень областей на 12000 хозяйств).
24 мая 1934 ЦИК СССР принял постановление «О порядке восстановления в гражданских правах бывших кулаков», в соответствии с которым кулаки-спецпоселенцы, ранее лишённые ряда гражданских прав, восстанавливались в них в индивидуальном порядке. По этому постановлению были освобождены из спецпоселений 15 366 человек в 1934 году, что составило почти половину от всех освобождённых в предусмотренном порядке до 1940 года (33 055 человек). Всего к концу 1934 года в правах были восстановлены 31364 человек, из которых в посёлках остались жить лишь четверть. После обращения Г. Г. Ягоды к И. В. Сталину вышло постановление ЦИК СССР от 25 января 1935 года о том, что «восстановление в гражданских правах высланных кулаков не дает им права выезда из мест поселений». 17 апреля 1935 года ЦИК СССР выпустил разъяснение о том, что данное постановление распространяется на ссыльных, восстановленных в правах до 1935 года, и проживавших в комендатурах.
С 1935 года из числа спецпоселенцев исключались освобождённые на учёбу и вышедшие замуж за нетрудпоселенцев. Таких в 1935-37 годах набралось 255 740 человек (соответственно 80 209, 137 915 и 37 616). На начало 1936 года в спец(труд)посёлках размещался 1 млн человек (около 250 тысяч семей).
22 октября 1938 года было принято секретное Постановление СНК СССР № 1143-280с «О выдаче паспортов детям спецпереселенцев и ссыльных», предоставившее этой категории лиц полные гражданские права. В 1939 году на этом основании со спецпоселений выехали 1824 человека, в 1940-м — 77 661 человек, всего 79 485.
На 1 апреля 1939 года в трудпоселках СССР на учете стояли 264983 семьи (990476 человек). Из них дети до 16 лет (385 тысяч человек) составляли около 39 %.
На 31 декабря 1940 года на спецпоселении оставался 930 221 человек. В послевоенный период по ходатайствам краевых и областных властей при поддержке Министерства внутренних дел проводились освобождения от «кулацкой ссылки» Постановлениями Совета министров СССР: например, в 1947 году снято спецпоселение с бывших кулаков Амурской области (435 человек), а в 1950 году — с бывших кулаков Хабаровского края (5407 человек) и Амурской области (1451 человек).
Со смертью Сталина в 1953 году, окончательный отказ от политики раскулачивания был зафиксирован постановлением Совета Министров СССР от 13 августа 1954 года № 1738—789сс «О снятии ограничений по спецпоселению с бывших кулаков», благодаря которому последние кулаки-спецпоселенцы получали свободу.

## Отказ от поставок хлеба кулачеством
В 1927 году производство хлеба кулачеством составляло 9,780 млн тонн, а колхозы производили около 1,3 млн тонн, из которых на рынок поступало не более 0,570 млн тонн. В 1929 году в результате активной коллективизации и раскулачивания уровень производства хлеба колхозами достиг 6 млн 520 тысяч тонн.
Организовав переход в колхозы большинства крестьян-производителей из класса бедноты и таким образом исключив зависимость государства от частного сектора и индивидуальных хозяйств, правительство рассчитывало уничтожить класс крестьян-кулаков, являвшихся ранее фактически единственным производителем хлеба.
К 1928 году число индивидуальных крестьянских хозяйств, вошедших в колхозы, составляло около 1,8 % от общего числа.
Задача окончательной ликвидации кулачества как класса и полного перехода на исключительно колхозное производство была поставлена Сталиным 27 декабря 1929 года. Принятие в колхозы лиц, подвергнутых раскулачиванию и признанными кулаками, было строго запрещено.
Наступать на кулачество - это значит подготовиться к делу и ударить по кулачеству, но ударить по нему так, чтобы оно не могло больше подняться на ноги. Это и называется у нас, большевиков, настоящим наступлением. Могли ли мы предпринять лет пять или года три назад такое наступление с расчётом на успех? Нет, не могли.
…
Теперь у нас имеется достаточная материальная база для того, чтобы ударить по кулачеству, сломить его сопротивление, ликвидировать его как класс, и заменить его производство производством колхозов и совхозов.
…
Не менее смешным кажется другой вопрос: можно ли пустить кулака в колхоз. Конечно, нельзя его пускать в колхоз. Нельзя, так как он является заклятым врагом колхозного движения.
На 1930 год план колхозного и совхозного производства хлеба составил около 14 млн 670 тысяч тонн.
Были известны случаи, когда многие партийные работники стали искусственно форсировать коллективизацию, не считаясь со степенью подготовленности крестьян к вступлению в колхозы. «В ряде районов добровольность заменялась принуждением к вступлению в колхозы под угрозой „раскулачивания“, лишения избирательных прав и т. д.»
Для борьбы с «кулацким и подкулацким вредительством» в колхозах в январе 1933 года ЦК партии принял решение об организации политических отделов при машинно-тракторных станциях, обслуживающих колхозы. В сельские политотделы были направлены 17 тысяч партийных работников, поскольку, как сообщалось, «открытая борьба против колхозов потерпела неудачу, и кулаки изменили свою тактику… проникая в колхозы, они тихой сапой наносили вред колхозам». Таким образом, раскулачивание производилось и среди работников колхозов, «бывших кулаков и подкулачников, сумевших пролезть в колхозы на те или иные должности… чтобы вредить и пакостить».

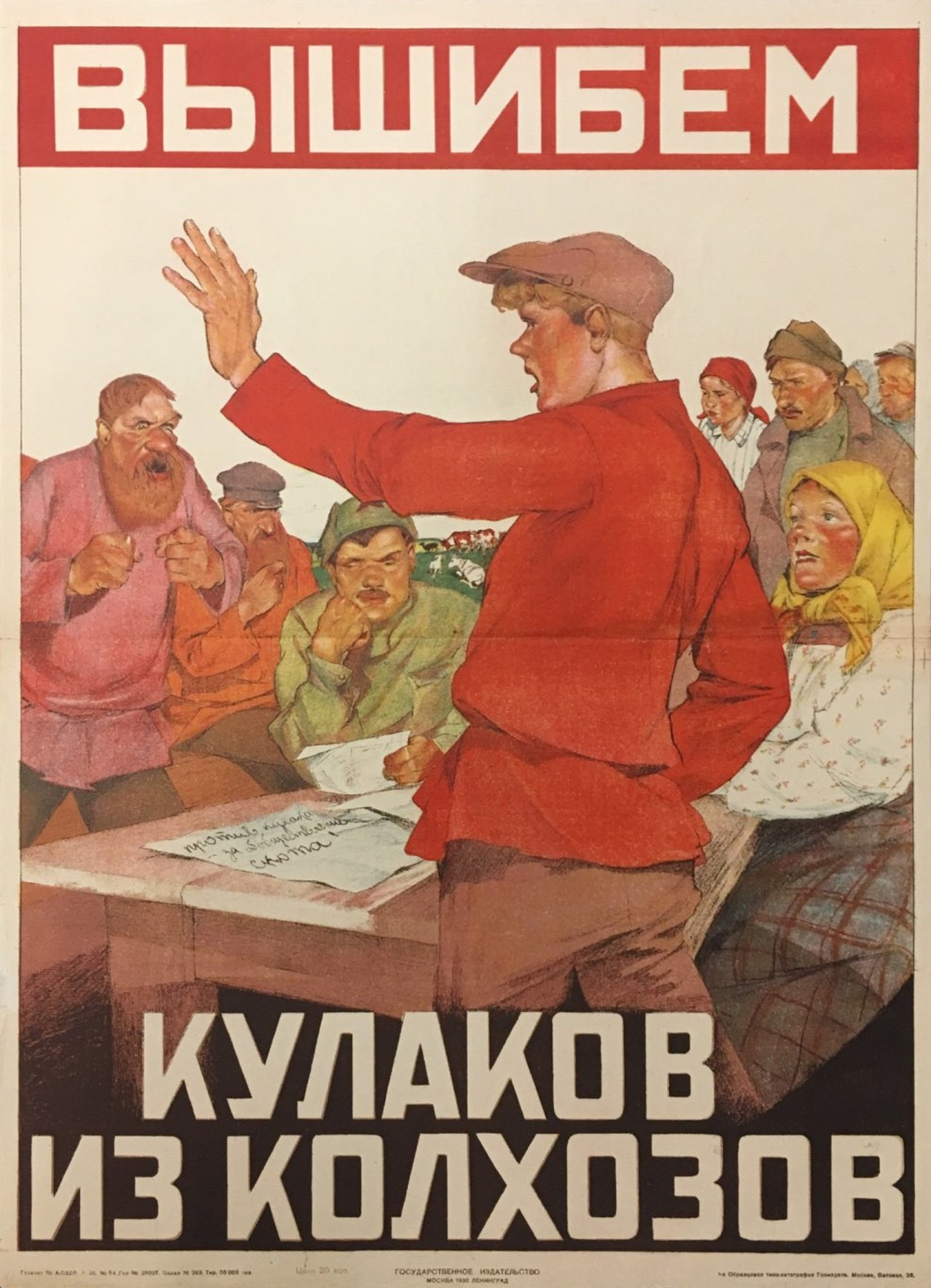
Плакат «Вышибем кулаков из колхозов». 1930 г.

Коллективизация сельского хозяйства позволила стабилизировать обеспечение страны продуктами питания. Хотя с 1928 по 1937—1939 годы государственные закупки зерна выросли втрое (с 10,8 млн тонн до 31,9-30,7 млн), согласно Постановлению СНК СССР и ЦК ВКП(б) «Об обязательной поставке зерна государству колхозами и единоличными хозяйствами» от 19 января 1933 г., в рамках госзаготовок отчуждалось около 30 % валового сбора. «Местным органам власти и заготовительным органам [запрещалось] допускать встречные планы и налагать на колхозы и единоличные хозяйства обязательства по сдаче зерна, превышающие погектарные нормы, установленные настоящим законом». В 1934 году были отменены карточки, а потребление хлеба в 1933/34 году вернулось на уровень 1928: 233 кг на человека, при том, что население страны с 1926 по 1939 год выросло на 23.6 млн человек, большая часть которого приросла в городах. Городское население СССР в этот период удвоилось: с 26,3 млн до 56,1 млн человек.

## Реабилитация
Реабилитация лиц, подвергшихся раскулачиванию и членов их семей производится в общем порядке, согласно Закону Российской Федерации «О реабилитации жертв политических репрессий» от 18.10.1991 № 1761-1.
В судебной практике РФ раскулачивание расценивается как действие, являющееся политической репрессией. К примеру, можно рассмотреть Определение Верховного Суда РФ от 30.03.1999 № 31-В98-9, которое де-юре является практическим правоприменением законодательной базы в вопросе реабилитации раскулаченных лиц:
Заявление об установлении фактов применения политической репрессии и конфискации имущества удовлетворено правомерно, поскольку раскулачивание являлось политической репрессией, применявшейся в административном порядке местными органами исполнительной власти по политическим и социальным признакам на основании постановления ЦК ВКП(б) "О мерах по ликвидации кулачества как класса" от 30.01.1930, ограничение прав и свобод матери заявителя заключалось в лишении её жилья, всего имущества и избирательных прав.
Особенностью российского законодательства в области реабилитации является возможность установления факта применения раскулачивания на основании свидетельских показаний, на что обратил внимание Верховный Суд РФ в данном определении:
... возможность установления факта применения репрессии на основании свидетельских показаний в судебном порядке при отсутствии документальных сведений прямо предусмотрена частью 2 статьи 7 Закона Российской Федерации "О реабилитации жертв политических репрессий".
Согласно Федеральному Закону от 22.08.2004 № 122-ФЗ. ч.2 ст.7 Закона Российской Федерации «О реабилитации жертв политических репрессий» утратила силу.
Реабилитированным, ранее раскулаченным лицам возвращается и необходимое для проживания недвижимое имущество (либо его стоимость), если таковое не было национализировано или (муниципализировано), уничтожено во время Великой Отечественной войны и при отсутствии иных препятствий, предусмотренных статьёй 16.1 Закона «О реабилитации жертв политических репрессий».

## В культуре

### В художественной литературе
- Зулейха открывает глаза

### В кинематографе
- Поднятая целина

### В музыке
- Песня российского шансонье Михаила Круга «Катя» из альбома «Жиган-лимон» 1994 года повествует об оперативнике, приехавшем «раскулачивать» местную деревню и влюбившемся в дочь кулака, готовившуюся выйти замуж за другого, любимого мужчину. По сюжету, «опер» предлагает отцу девушки жениться на ней в обмен на свободу от «раскулачки».